# Jan Pokeršnik
Jan Pokeršnik (* 15. Dezember 1989 in Ravne na Koroškem) ist ein slowenischer Volleyball- und Beachvolleyballspieler.

## Karriere Halle
Pokeršnik spielte bis 2008 Hallenvolleyball beim heimischen OK Fužinar. Mit der slowenischen Junioren-Nationalmannschaft nahm er 2008 an der U21-Europameisterschaft in Tschechien teil und spielte anschließend bei OK Gokop Fram. 2009 wechselte er zu ACH Volley Bled und gewann hier den nationalen Pokal und die Meisterschaft sowie die mitteleuropäische MEVZA-Meisterschaft. Anschließend spielte der Außenangreifer drei Jahre beim Ligakonkurrenten Calcit Kamnik. 2013/14 gewann Pokeršnik mit ACH Volley Ljubljana erneut den nationalen und den MEVZA-Titel. 2014/15 spielte er in Frankreich bei Beauvais Oise UC und erreichte hier das nationale Pokalfinale. Im selben Jahr gewann er mit der slowenischen Nationalmannschaft die Europaliga und wurde in Bulgarien Vizeeuropameister. Anschließend war er eine Saison in der Schweiz bei Pallavolo Lugano aktiv. 2016 kehrte er zurück zu ACH Volley Ljubljana und gewann hier in den Folgejahren mehrfach den slowenischen Pokal sowie die slowenische und die MEVZA-Meisterschaft.
2022 wechselte Pokeršnik nach Rumänien zu CSA Steaua Bukarest.

## Karriere Beach
2012 spielte Pokeršnik drei CEV-Turniere mit seinem älteren Bruder Danijel. Die Brüder gewannen auch die slowenische Meisterschaft. Seit 2013 bildete er ein Duo mit Nejc Zemljak. Im ersten Jahr kam er mit ihm ins Finale einiger Turniere der Austrian Beach Volleyball Tour und wurde Fünfter der Anapa Open auf der FIVB World Tour. 2014 trat das Duo beim Grand Slam in Klagenfurt an.
Auf der World Tour 2016 spielten Pokeršnik/Zemljak die Cincinnati Open, die Grand Slams in Olsztyn sowie die Majors in Poreč und Gstaad. Hinzu kamen die CEV-Turniere in Baden, Vaduz, Jūrmala und Pelhřimov. Ihre besten internationales Ergebnisse waren dabei der 13. Platz in Jūrmala und der vierte Rang in Pelhřimov, während es auf der World Tour nicht über 25. Plätze hinausging. Bei nationalen Turnieren erreichte das Duo einen Turniersieg in Ljubljana und einen zweiten Platz in Oslo.
Das Jahr 2017 begannen Pokeršnik/Zemljak mit einem 25. Platz beim 3-Sterne-Turniere in Den Haag. Danach spielten sie vor allem bei CEV-Turnieren und gewannen dabei nach dem vierten Platz in Ljubljana das Turnier in Vaduz. Bei der Europameisterschaft in Jūrmala unterlagen sie als Gruppendritter in der ersten KO-Runde dem deutschen Duo Schümann/Thole. Anschließend gewannen sie das 1-Stern-Turnier in Montpellier. 2018 wurden Pokeršnik/Zemljak Neunte in Jinjiang und Vierte in Singapur (jeweils zwei Sterne). Nach neunten Plätzen bei den 3-Sterne-Turnieren in Haiyang und Tokio erreichten sie das Finale in Ljubljana (ein Stern).
Die World Tour 2019 begannen sie mit einem fünften Platz in Kuala Lumpur (drei Sterne). Darauf folgten einige zweistellige Ergebnisse bei höherrangigen Turnieren und eine erneute Finalteilnahme in Ljubljana. Nach einem neunten Rang in Jūrmala spielten sie auch beim Saisonfinale in Rom. National gab es bei der Austrian Beach Volleyball Tour 2019 einen zweiten Platz in Wallsee.
2020 gewannen sie das heimische Turnier in Kranj. Auf der wegen der COVID-19-Pandemie reduzierten World Tour wurden sie Fünfte in Ljubljana und Vierte in Baden. Im Mai 2022 beendeten Zemljak/Pokeršnik ihre Zusammenarbeit.